# Gemajn
Gemajn (niem. gemein - zwyczajny, pospolity) – żołnierz, szeregowy w wojsku polskim autoramentu cudzoziemskiego w XVII i XVIII wieku. Uzbrojeni w pikę lub muszkiet rekrutowani byli  przede wszystkim wśród chłopstwa i plebsu miejskiego. Miejscem werbunku była zazwyczaj Wielkopolska i Mazowsze. Odpowiednik polskiego draba i węgierskiego hajduka.